# Галимов, Артём Альбертович
Артём Альбе́ртович Гали́мов (род. 8 сентября 1999, Самара) — российский хоккеист, центральный нападающий хоккейного клуба «Ак Барс», выступающего в КХЛ. Мастер спорта России (2021).

## Биография

### Юниорская карьера
Родился 8 сентября 1999 года в Самаре. Впервые встал на коньки и начал заниматься хоккеем в три года по настоянию отца. В хоккейной секции клуба «ЦСК ВВС» проходили первые занятия игрока под руководством Александра Николаевича Федотова. В возрасте двенадцати лет вместе с семьей переехал в Казань, где продолжил карьеру в хоккейной школе клуба «Ак Барс». После выпуска из хоккейной школы был приглашён в состав казанского молодёжного клуба «Ирбис» из МХЛ.

### Профессиональная карьера

#### МХЛ
Дебютировал в составе «Ирбиса» 5 сентября 2016 года в матче с клубом «Сибирские снайперы», совершил 4 броска по воротам. Первое очко в лиге набрал в матче против уфимского клуба «Толпар» 21 сентября 2016 года. Всего в сезоне МХЛ 2016/17 сыграл 48 матчей и набрал 10 (5+5) очков. В плей-офф провёл 10 встреч, набрал 3 (2+1) очка.
В следующем сезоне одновременно с игрой за «Ирбис» вызывался в состав казанского клуба из ВХЛ «Барс». В МХЛ 15 сентября 2017 года набрал 3 (1+2) очка в матче против екатеринбургского «Авто». В сезоне МХЛ 2017/18 сыграл за «Ирбис» 32 матча и набрал 27 (9+18) очков. В плей-офф провёл 4 встречи. Последним сезоном в МХЛ стал сезон 2018/19. В нём нападающий сыграл 5 матчей и набрал 3 (1+2) очка.

#### ВХЛ
Впервые в ВХЛ сыграл за казанский «Барс» 8 ноября 2017 года в матче с красноярским клубом «Сокол». Первую шайбу забросил в ворота ангарского клуба «Ермак» 10 ноября 2017 года. Всего за дебютный сезон сыграл 28 матчей и набрал 8 (4+4) очка.
В сезоне ВХЛ 2018/19 закрепился в основном составе клуба и сыграл 40 матчей, в которых набрал 24 (9+15) очка. В регулярном чемпионате дважды отметился дублями. Первый дубль оформил в матче с «Дизелем» 21 октября 2018 года, второй — 10 февраля 2019 года в матче «Югрой».
В сезоне ВХЛ 2021/22 сыграл за «Барс» 14 января 2022 года в матче с «Бураном» и отметился заброшенной шайбой. Эта игра стала для нападающего последней на уровне ВХЛ.

#### КХЛ
Дебютировал в КХЛ за «Ак Барс» 15 февраля 2019 года в матче регулярного чемпионата против екатеринбургского «Автомобилиста». Провел на площадке одну смену длительностью 58 секунд. Это было его единственное появление в КХЛ в сезоне 2018/19. В мае 2019 года подписал новый двухсторонний контракт с «Ак Барсом» на два года.
В сезоне КХЛ 2019/20 закрепился в основном составе клуба и сыграл 55 матчей, в которых набрал 23 (13+10) очка. Свою первую шайбу в КХЛ забросил в матче с «Северсталью» 16 сентября 2019 года. В матче с «Барысом» 22 ноября 2019 года оформил свой первый дубль в КХЛ. В матче с «Трактором» 5 января 2020 года набрал 4 (1+3) очка. В регулярном чемпионате сезона 2019/20 трижды признавался лучшим новичком недели, в октябре стал лучшим новичком месяца, а по окончании сезона был признан лучшим новичком сезона. Из-за пандемии COVID-19 плей-офф Кубка Гагарина 2020 был завершён досрочно, но ФХР объявила «Ак Барс» серебряным призёром чемпионата России, так Артём Галимов стал обладателем серебряной медали.
На драфте НХЛ 2020 года в пятом раунде под общим 129-м номером Артёма Галимова выбрал клуб «Анахайм Дакс».
В сезоне КХЛ 2020/21 сыграл меньше матчей, чем в прошлом сезоне. Причиной тому стала травма, полученная им 30 октября 2020 года в матче с «Сибирью». Артём Галимов сыграл 41 матч и набрал 16 (6+10) очков. В плей-офф Кубка Гагарина 2021 нападающий провёл 15 матчей, набрал 7 (2+5) очков и стал бронзовым призёром чемпионата. В мае гол, забитый Галимовым 30 января 2021 года в ворота «Куньлунь Ред Стар», был признан лучшим в сезоне КХЛ 2020/21. В июне 2021 года подписал новый двусторонний трёхлетний контракт с «Ак Барсом».
В следующем сезоне продолжил выступление в основном составе казанского клуба. В матче с «Барысом» 10 октября 2021 года отметился ассистентским хет-триком. 29 декабря 2021 года стал автором дубля в ворота «Автомобилиста». В регулярном чемпионате нападающий сыграл 47 матчей и набрал 22 (7+15) очка. В плей-офф Кубка Гагарина 2022 «Ак Барс» выбыл в первом раунде, проиграв омскому «Авангарду» в серии из шести матчей. Артём Галимов сыграл в каждой игре и отметился одним голом 10 марта 2022 года.
В июне 2025 года подписал с «Ак Барсом» новый односторонний контракт на один год.

### Карьера в сборной
Впервые в состав национальной сборной был вызван в декабре 2018 года для участия на молодёжном чемпионате мира 2019 года в Ванкувере. На турнире нападающий набрал 3 (1+2) очка в 7 матчах и помог молодёжной сборной России завоевать бронзовую медаль в матче с молодёжной сборной Швейцарии 6 января 2019 года.

## Стиль игры
Является центральным нападающим, но нередко играет и на фланге, что делает его универсальным игроком. Нападающий может хорошо проявить себя как в большинстве, играя в роли активного форварда, так и в меньшинстве в роли оборонительного форварда. В игре выделяются его сильные стороны — скорость и хоккейный интеллект. Благодаря этим навыкам нападающему удается создавать опасные моменты, отдавать голевые передачи и забрасывать шайбы. Кроме того, он отличается самоуверенностью, которая помогает ему в борьбе за шайбу. О таланте и техничности нападающего говорил и главный тренер хоккейного клуба «Ак Барс» Анвар Гатиятулин, доверяя при этом игроку большое количество игрового времени.

## Статистика
| Легенда | Легенда                    | Легенда | Легенда                   | Легенда | Легенда    |
| ------- | -------------------------- | ------- | ------------------------- | ------- | ---------- |
| И       | Количество проведённых игр | Штр     | Штрафное время            | +/−     | Плюс-минус |
| Г       | Голы                       | П       | Голевые передачи          | О       | Очки       |
| -       | Статистика неизвестна      | —       | Статистика не учитывалась |         |            |

## Достижения

### Командные
| Год           | Команда       | Достижение                                   |
| ------------- | ------------- | -------------------------------------------- |
| Клубные       |               |                                              |
| 2020          | Ак Барс       | Серебряный призёр чемпионата России          |
| 2020          | Ак Барс       | Серебряный призёр Кубка Гагарина             |
| 2021          | Ак Барс       | Бронзовый призёр чемпионата России           |
| 2021          | Ак Барс       | Бронзовый призёр Кубка Гагарина              |
| 2023          | Ак Барс       | Серебряный призёр чемпионата России          |
| 2023          | Ак Барс       | Серебряный призёр Кубка Гагарина             |
| Международные |               |                                              |
| 2019          | Россия (мол.) | Бронзовый призёр молодёжного чемпионата мира |

### Личные
| Год           | Команда | Достижение                                   |
| ------------- | ------- | -------------------------------------------- |
| Клубные       |         |                                              |
| 2018          | Ирбис   | Участник Кубка Вызова МХЛ                    |
| 2020          | Ак Барс | Обладатель приза «Лучший новичок сезона КХЛ» |
| 2021          | Ак Барс | Автор лучшего гола КХЛ в сезоне 2020/21      |
| Международные |         |                                              |